# William FitzGerald, 2.º Duque de Leinster
William Robert FitzGerald, 2.º Duque de Leinster, (12/13 de março de 1749 – 20 de outubro de 1804) foi um político liberal irlandês e proprietário de terras. Nasceu em Londres.

## Carreira
FitzGerald fez a sua Grande Viagem entre 1768 e 1769. Durante o mesmo período, também foi Membro do Parlamento (MP) por Kildare Borough. FitzGerald depois sentou-se na Câmara dos Comuns da Irlanda por Dublin City até 1773, quando herdou o título e as propriedades do seu pai. Foi nomeado Alto Xerife de Kildare para 1772. Politicamente, era um apoiador liberal do Henry Grattan e do Partido Patriota Irlandês e co-fundou o Irish Whig Club em 1789. Controlava cerca de seis membros de Kildare na Câmara dos Comuns da Irlanda. Em 1779, foi eleito coronel do Regimento de Dublin dos Voluntários Irlandeses.
Em 1770, FitzGerald foi escolhido Grande-Mestre da maçonaria Grande Loja da Irlanda, cargo que ocupou durante dois anos. Foi reeleito para mais um ano em 1777. Em 1783, foi um dos primeiros cavaleiros na recém-criada Ordem de São Patrício.
Entre 1788 e 1789, foi Master of the Rolls in Ireland; na teoria, um cargo judicial superior, mas na prática era uma sinecura, embora uma escolha tão evidente de um homem totalmente não qualificado para o cargo gerasse comentários desfavoráveis, e alguns anos depois tornou-se regra que o Master deveria ser um advogado de renome.
FitzGerald foi um defensor da emancipação católica e ajudou a fundar o seminário católico de St Patrick em Maynooth, em terras que doou, em 1795. Retirando-se do Parlamento com Grattan em 1797, mudou-se para a Inglaterra para estar com a esposa doente e permaneceu lá durante a rebelião de 1798.

## Casamento e descendência
Ele foi o segundo, mas o filho mais velho sobrevivente, de James FitzGerald, 1.º Duque de Leinster, e da bem relacionada Emily Lennox, filha do 2.º Duque de Richmond. Ele também era o irmão mais velho do revolucionário Lorde Edward FitzGerald, e primo em primeiro grau do político liberal inglês Charles James Fox. A 4 ou 7 de novembro de 1775, casou com a Emilia Olivia Usher St George (falecida a 23 de junho de 1798, em Londres), filha do 1.º Barão Saint George e Elizabeth Dominick, e única neta de Sir Christopher Dominick. 
Tiveram os seguintos filhos e filhas:
- Mary Rebecca FitzGerald (6 de maio de 1777 – 28 de setembro de 1842). Casou a 15 de abril de 1799 com Sir Charles Lockhart-Ross, 7.º Baronete;
- Emily Elizabeth FitzGerald (13 de maio de 1778 – 9 de fevereiro de 1856). Casou a 13 de março de 1801 com John Joseph Henry de Straffan;
- Elizabeth FitzGerald (1780 – 28 de fevereiro de 1857). Casou a 22 de julho de 1805 com Sir Edward Baker, 1.º Baronete;
- George FitzGerald, Marquês de Kildare (20 de junho de 1783 – 10 de fevereiro de 1784);
- Cecilia Olivia Geraldine FitzGerald (3 de março de 1786 – Londres, 27 de julho de 1863). Casou a 18 de agosto de 1806 com Thomas Foley, 3.º Barão Foley;
- Olivia Letitia Catherine FitzGerald (9 de setembro de 1787 – 28 de fevereiro de 1858). Casou a 8 de maio de 1806 com Charles Kinnaird, 8.º Barão Kinnaird;
- Augustus FitzGerald, 3.º Duque de Leinster (1791 – 1874). Casou com Charlotte Augusta Stanhope;
- William Charles O'Brien FitzGerald (4 de janeiro de 1793 – 8 de dezembro de 1864). Casou e teve descendência;
- Isabella Charlotte FitzGerald (falecida em 1868). Casou a 1 de junho de 1809 com Major-General Louis Guy Charles Guillaume de Rohan-Chabot, Comte de Jarnac. Teve descendência.

## Propriedades
As suas residências eram em Carton, onde faleceu, e em Kilkea no Condado de Kildare, e na Casa de Leinster em Dublin (agora a casa do Oireachtas). Foi membro fundador da Ordem de São Patrício em 1783 e da Academia Real Irlandesa (1785), e foi um grande investidor na empresa Royal Canal lançada em 1790. As propriedades da sua família, de 60.000 acres (25.000 ha) em Kildare, estavam divididas em três partes principais, em torno de Maynooth, Rathangan e Athy. Reconstruiu a ponte principal em Athy sobre o Rio Barrow.